# Kékszalag

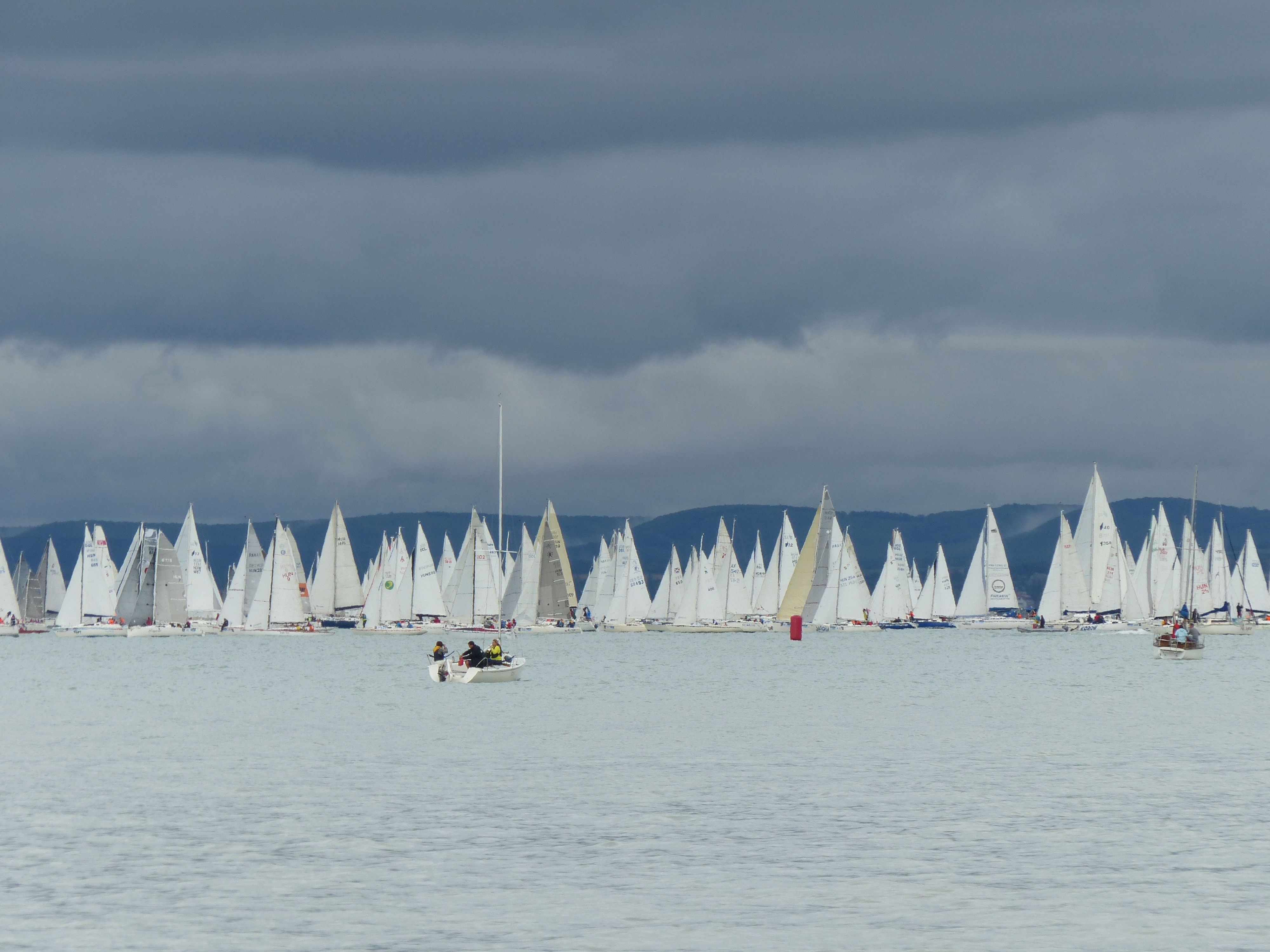
Kékszalag, 14. Juli 2016

Die Kékszalag ist eine Langstreckensegelregatta auf dem Balaton in Ungarn, die alljährlich im Juli von Balatonfüred aus gestartet wird.

## Geschichte

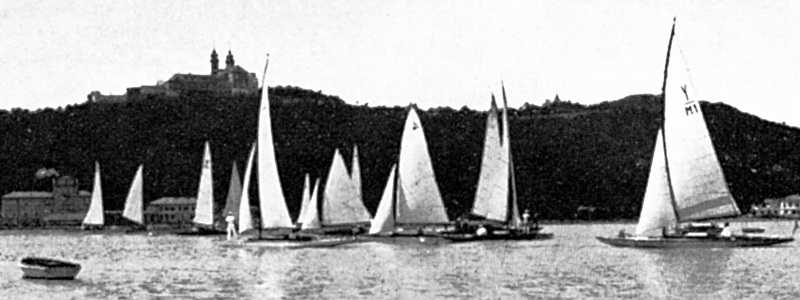
Erste Kékszalag, 27. Juli 1934

Die Kékszalag ist eine Langstreckenregatta mit einer Länge von rund 200 Kilometern. Sie ist das längste Segelevent in Europa, das auf einem Rundkurs auf einem Binnensee ausgetragen wird. Die Regatta wurde 1934 das erste Mal durchgeführt und ist mit der „Centomiglia“ (Hundert-Meilen-Regatta) auf dem Gardasee vergleichbar.
An der Regatta nehmen immer über 500 Boote in den verschiedensten Ein- und Zweirumpfklassen teil.

## Wettkämpfe
- Am Wochenende vor der Hauptregatta findet die Wettfahrt um das Weiße Band statt, die Fehér Szalag, über eine Distanz von 45 km führt.
- Ebenso wird an diesem Wochenende die Horváth Boldizsár Memorial Race über 20 Meilen durchgeführt, das als Erinnerung an die Erfolge des ungarischen Seglers Boldizsár Horváth erinnert.
- Am Donnerstag vor dem Hauptevent findet mit der 2szalag eine Katamaranwettfahrt für die Klassen F18 und M3 statt.
- Für die Bootsklassen Optimist, Laser 4.7, Laser Radial und 420 wird eine Langstreckenregatta, die Kékpántlika, angeboten.
- Die Segelzeit für die Kékszalag ist normal mit zwei Tagen angesetzt.

## Ergebnisse
2015 benötigte das schnellste Boot, eine Asso99, für den Kurs 20:28:39 Stunden, wurde aber wegen der Yardstickberechnung auf Platz 35 gesetzt. Das letzte noch gewertete Boot benötigte einen Tag und weitere 23:51:07 Stunden.